# Paraguas para el Cambio Democrático
Paraguas para el Cambio Democrático (en inglés: Umbrella for Democratic Change), abreviado como la UDC, es una coalición política botsuana con tendencia de izquierda a centroizquierda. Fue fundada en junio de 2012 como un primer intento de establecer una coalición que unificara a las fuerzas de la oposición al gobierno del Partido Democrático de Botsuana, gobernante desde la independencia.
Su composición ha variado con el paso de los años, pero ha sido liderada sin interrupción por el Frente Nacional de Botsuana, principal partido de la oposición entre 1969 hasta la creación de la UDC. En la actualidad sus otras dos fuerzas integrantes son el Partido Popular de Botsuana y la Alianza para los Progresistas. Duma Boko, presidente del BNF desde 2010 y presidente de Botsuana desde 2024, ha liderado la UDC desde su fundación. Aunque se trata de una coalición de partidos, legalmente se encuentra registrada como partido político ante el Registro de Sociedades.
La alianza original creada en 2012 estaba compuesta por el BNF, el BPP y el Movimiento por la Democracia de Botsuana, una escisión de dirigentes del BDP descontentos con el liderazgo del presidente Ian Khama. En las elecciones generales de 2014 la coalición representó un desafío sin precedentes para el BDP, pero de todas formas se ubicó en segundo puesto con el 30,01% de los votos y 17 escaños, lo que condujo a la reelección de Khama. En febrero de 2017, el Partido del Congreso de Botsuana, tercer partido político más grande del país, se unió a la coalición. En octubre de 2018, el BMD fue expulsado de la UDC luego de que se negara a renunciar a parte de los escaños que tenía asignados a favor del BCP. De cara a las elecciones de 2019, la UDC logró un acuerdo con el Frente Patriótico de Botsuana, partido fundado por partidarios de Khama en el marco de la disputa por el liderazgo del BDP con su sucesor, Mokgweetsi Masisi, lo que despertó un masivo rechazo entre votantes opositores. La UDC obtuvo el 35,88% de los votos, con lo que redujo su presencia parlamentaria a 15 escaños y su líder, Duma Boko, resultó derrotado en su circunscripción. Boko denunció fraude electoral y buscó impugnar el resultado en los tribunales, sin éxito.
El período posterior a las elecciones de 2019 estuvo marcado por una ampliación de la alianza, con la incorporación oficial del BPF y de la Alianza para los Progresistas de Ndaba Gaolathe, con lo cual la UDC llegó a contar con un total de 20 escaños parlamentarios. Sin embargo, un conflicto entre Boko y el líder del BCP, Dumelang Saleshando, por el liderazgo de la coalición resultó en que el BCP abandonara la alianza en 2022, citando falta de democracia interna. En 2024, en preparación para las elecciones de 2024, el BPF abandonó la coalición y decidió disputar los comicios en solitario luego de una serie de fricciones internas. A pesar de estas divisiones, las elecciones resultaron en una histórica y sorpresiva victoria para la UDC, que obtuvo el 37,22% de los votos y 36 de los 61 escaños electos, garantizándose la mayoría absoluta en la Asamblea Nacional y la elección de Boko como el primer presidente ajeno al BDP desde la independencia de Botsuana. Boko fue juramentado como presidente el 1 de noviembre de 2024.
La UDC ha hecho campaña electoral con plataformas progresistas, abogando por el estado de bienestar, la redistribución de la riqueza, la energía renovable y la reforma democrática, sobre todo en los ámbitos electoral y judicial. Debido a que se creó como una coalición política cuyo objetivo primordial era representar una alternativa al gobierno del BDP, se trata de una formación ideológicamente plural, aunque la mayoría de sus partidos integrantes (tanto en la actualidad como históricamente) han sido fuerzas ubicadas en la izquierda y la centroizquierda del espectro político, considerándose mayormente a sí misma como una alianza socialdemócrata. Algunos analistas han catalogado la alianza y su discurso como «populista de izquierdas» o «socialista democrático». Miembros de la UDC, incluyendo el propio Duma Boko, han expresado su oposición tanto al capitalismo como al socialismo, promoviendo una «Tercera vía».
Desde su fundación la principal base de votantes de la UDC ha variado de acuerdo a su composición y el comportamiento electoral de los votantes opositores al BDP, sin embargo, la coalición ha sido por lo general fuerte entre la población urbana (especialmente en el área metropolitana de Gaborone, con focos de influencia también en Lobatse y Francistown), la juventud y la clase media educada. En las elecciones de 2019, en el marco de su acuerdo con Ian Khama, que era heredero al trono de la tribu BaNgwato, la UDC disfrutó del apoyo de buena parte de los votantes del Distrito Central, bastión de la mencionada tribu. Retuvo parte de este respaldo en las elecciones de 2024.

## Historia

### Antecedentes
La idea de establecer una coalición de partidos para enfrentar la continua hegemonía del Partido Democrático de Botsuana (gobernante del país desde su independencia en 1966 hasta 2024), fue defendida por numerosos políticos de la oposición botsuana prácticamente desde la independencia. Beneficiado por el sistema de escrutinio mayoritario uninominal, el BDP ganó siempre mayorías desproporcionadas. La idea  de establecer una coalición derivaba de la necesidad de que los partidos opositores se repartieran las circunscripciones de acuerdo a esferas de influencia y respaldaran mutuamente a los candidatos del otro, impidiendo contiendas a tres bandas que beneficiaran al oficialismo. Los primeros intentos de hacerlo se remontan a la creación del Frente Nacional de Botsuana, por medio de un acuerdo entre el intelectual izquierdista Kenneth Koma y el jefe tribal Bangwaketse Bathoen Gaseitsiwe, y su consolidación como principal partido de la oposición en las elecciones de 1969. Sin embargo, esta unidad no había sido posible debido a los conflictos ideológicos, tribales o personales entre dirigentes. En casi la totalidad de los casos, una unidad de votos entre los partidos opositores, aunque no había sido determinante para la victoria electoral del BDP, sí lo había sido para garantizarle triunfos en escaños donde su ventaja era marginal. Esta situación se volvió mucho más apremiante a partir del declive electoral del BDP entre la población urbana, con el BNF obteniendo su mejor resultado histórico en 1994. El BNF había intentado establecer una coalición con el Partido Popular de Botsuana y la Unión Progresista de Botsuana, el «Frente Progresista Popular». Sin embargo, la coalición se disolvió antes de las elecciones. Si esta coalición se hubiera concretado y esta hubiera recibido la misma cantidad combinada de votos al BNF y al BPP, no habría ganado pero habría obtenido dos escaños más, lo que hubiera privado al BDP de su mayoría calificada de dos tercios.
Sin embargo, el conflicto de liderazgo dentro del BNF a finales de la década en 1998, que resultó en la ruptura entre Kenneth Koma y Michael Dingake y la fundación del Partido del Congreso de Botsuana no hizo más que exacerbar la división de la oposición y debilitar severamente sus expectativas de triunfo a largo plazo. Aunque el BDP obtuvo mayoría absoluta de votos en cada una de las elecciones de 1999, 2004 y 2009, en todas ellas una coalición que combinara el total de votos obtenidos por los partidos opositores participantes hubiera obtenido el doble o casi el doble de escaños que los que en última instancia obtuvieron. Todas las elecciones tuvieron intentos de articular una oposición unificada, como el Movimiento de la Alianza de Botsuana en 1999 (que finalmente compitió como partido separado) y el «Pacto» entre el BNF, el BAM y el BPP en 2004 que compitió bajo un manifiesto conjunto. Las elecciones de 2009, primeras con Ian Khama como presidente, fueron un exponente particularmente divisivo, con el BNF enfrentando un desorden interno frente al conflicto de liderazgo que afrontó Otsweletse Moupo. Incluso después de la derrota continuaron produciéndose deserciones en el seno del partido, que corrían el riesgo de dejarlo fuera del Parlamento. Moupo se retiró del liderazgo del BNF después de las elecciones y fue sucedido por el abogado de derechos humanos Duma Boko. En el marco de las purgas internas experimentadas por el BDP durante el mandato de Khama y el hundimiento de la situación económica durante el año 2011, que motivó la escisión del Movimiento por la Democracia de Botsuana o BMD bajo el liderazgo de Gomolemo Motswaledi, Boko inició acercamientos con ellos para formar una amplia coalición que ofreciera una alternativa de gobierno viable para el país. La Federación de Sindicatos del Sector Público de Botsuana (BOFEPUSU), uno de los principales focos de oposición al gobierno de Khama en el marco de una prolongada huelga a lo largo del año, jugó un papel importante para impulsar estas conversaciones.

### Conformación
La coalición «Paraguas para el Cambio Democrático» (UDC) se confirmó a mediados de 2012 como un acuerdo electoral entre el Frente Nacional de Botsuana (liderado por Duma Boko), el Movimiento por la Democracia de Botsuana (liderado por Gomolemo Motswaledi), el Partido Popular de Botsuana (liderado por Motlatsi Molapisi). El Partido del Congreso de Botsuana, tercer mayor partido político del país liderado por Dumelang Saleshando, participó en las conversaciones impulsadas por la BOFEPUSU para adherir a la coalición, pero finalmente se retiró de las negociaciones, decisión que fue objeto de críticas por parte de los demás sectores opositores. Aunque consistiría en una coalición electoral, se resolvió que se registraría un partido político ante el Registro de Sociedades bajo un nombre y un logotipo unificado para que sus candidatos pudieran competir bajo una misma bandera. La UDC se anunció formalmente el 6 de junio de 2012, se registró con éxito el 23 de agosto. Ese mismo año, se produjo una vacante en la circunscripción municipal de Sebele, en Gaborone, donde la división de votos entre el BNF y el BCP había resultado clave para darle la victoria al BDP en 2009. La UDC compitió electoralmente por primera vez y obtuvo una holgada victoria. Una semana más tarde, el 12 de noviembre, la coalición realizó su acto de lanzamiento en las instalaciones de la Escuela Secundaria de Gaborone (GSS), que había sido uno de las principales puntos de reunión de los trabajadores durante la huelga de 2011. Durante la reunión se anunció la designación de Boko como presidente (en reconocimiento al «liderazgo del BNF de la oposición en Botsuana durante décadas») y Motswaledi como vicepresidente. La coalición dedicó los siguientes meses a realizar congresos públicos en otras partes del país, siendo el segundo en Francistown el 8 de diciembre.

### Elecciones de 2014

Distribución de candidaturas de la UDC en las elecciones generales de 2014 por circunscripción:
BNF
BMD
BPP
Sin candidato

Logo de la UDC durante las elecciones de 2014.

El preludio de las elecciones de 2014 estuvo marcado por los conflictos internos dentro del BNF, con facciones opositoras a Boko cuestionando la coalición y acusándolo de haber asumido un papel «débil» frente al liderazgo creciente de Motswaledi, sobre todo en el marco del proceso de distribución de las circunscripciones parlamentarias. Boko asumió la candidatura presidencial de la coalición, pero tuvo que ser persuadido por sus partidarios para que aceptara competir paralelamente como candidato a parlamentario, bajo la creencia de que, si no lo hacía y la UDC no ganaba las elecciones, Motswaledi asumiría fácilmente como líder de la Oposición en la Asamblea Nacional, costándole al BNF el liderazgo de la coalición. La distribución final de las circunscripciones vio al BNF quedarse con la mayor cantidad de candidaturas con 27, mientras que el BMD se quedó con 23 y el BPP con 7 (estas últimas todas en las regiones orientales del país donde era más fuerte). El BMD obtuvo dos de las cuatro candidaturas de Gaborone, a pesar de que la ciudad había sido un histórico bastión del BNF, lo que se convirtió en foco de disputa contra Boko. El 30 de julio de 2014, pocos meses antes de las elecciones, Motswaledi falleció repentinamente en un accidente automovilístico. Si bien hubo algunas especulaciones sobre el incidente por motivos políticos, la fuerza policial concluyó que la muerte fue un accidente. El BMD pasó a ser liderado por Ndaba Gaolathe.
El 20 de septiembre de 2014 se realizó la nominación de candidatos presidenciales, con Boko registrado exitosamente como candidato de la UDC, y el 25 de septiembre tuvo lugar la nominación de candidatos parlamentarios. La UDC pudo postular un candidato con éxito en 52 de las 57 circunscripciones, con la totalidad de las vacantes localizadas en el noreste del Distrito Central, uno de los bastiones más duros del oficialismo. Cuatro de estas vacantes se dieron en circunscripciones asignadas al BMD y una en una circunscripción asignada al BPP, mientras que el BNF pudo presentar candidaturas en las veintisiete circunscripciones que se le adjudicaron. La UDC fue la segunda fuerza opositora con mayor número de candidatos, ya que el BCP presentó 54.
De cara a las elecciones, la UDC publicó un manifiesto de 38 páginas con sus promesas de cara a un eventual gobierno. Acusando al gobierno de Khama de ser cada vez más autoritario y económicamente irracional, la UDC propuso un amplio programa de reformas políticas, sociales y económicas. Reclamó una reforma constitucional que institucionalizara el sistema parlamentario con un ejecutivo dual repartido entre un presidente ceremonial y un primer ministro responsable ante el Parlamento. También se comprometió a fortalecer las prerrogativas de los concejos locales electos y avanzar a una democracia más descentralizada, garantizando elecciones directas para los alcaldes municipales y otorgándoles un mayor presupuesto a sus administraciones. En materia educativa, la UDC propuso mejorar las condiciones laborales de los docentes, así como la deteriorada infraestructura educativa del país, establecer como obligatoria la educación preescolar y garantizar el acceso de la juventud a la educación terciaria. En materia de vivienda, prometió auditorías mediante una alianza público privada y comprar terrenos de propietarios urbanos y en otros lugares para abordar la escasez de terrenos. A pesar de intentar capitalizar electoralmente el éxito del movimiento obrero contra el gobierno de Khama, la UDC no enfocó demasiado su discurso en propuestas concretas sobre la situación de los trabajadores, prefiriendo en su lugar limitarse a prometer que mantendría una relación cordial con los sindicatos y escuchar sus demandas en caso de llegar al poder. A pesar de esto, la BOFEPUSU anunció su apoyo a la UDC en detrimento del BCP, argumentando que la UDC era el bloque opositor con mayores probabilidades de ganar.
Aunque las elecciones se realizaron pacíficamente, la campaña puso de manifiesto el considerable desnivel mediático y económico que enfrentaba la oposición botsuana frente al BDP. No obstante, la campaña de la UDC contó con el respaldo de los sindicatos y plataformas privadas para difundir información, lo que permitió una cobertura más equilibrada respecto a procesos electorales anteriores. Boko y Saleshando se enfrentaron en un debate televisado (el primero entre candidatos presidenciales en la historia electoral del país), el cual fue patrocinado por la BOFEPUSU y la embajada de los Estados Unidos en Gaborone a través de la emisora privada Gabz FM, si bien este no contó con la participación del presidente Khama.
La elección tuvo lugar el 24 de octubre de 2014 con un triunfo para el BDP, que obtuvo el 46,45% de los votos válidamente emitidos y 37 de los 57 escaños en disputa. Sin embargo, se trató del peor resultado para el partido dominante desde su llegada al poder y la primera vez en su historia que obtuvo menos de la mitad del voto popular. La UDC obtuvo un 30,01% de los votos y 17 escaños, el mejor resultado para una formación opositora desde 1994. Los principales apoyos para la UDC provinieron de las áreas urbanas, tomando el control del concejo local de Gaborone (de cuya área metropolitana provinieron la mayor parte de los votos a la coalición) y ganando la mayoría de los escaños parlamentarios de las ciudades. Sin embargo, la alianza se mostró débil en el norte del país, donde el BCP tenía la mayor parte de sus apoyos, y obtuvo su peor resultado en Okavango (un bastión del BPC), donde no superó el 2% de los votos. De los diecisiete parlamentarios electos, nueve correspondieron al BMD y ocho al BNF, pero Duma Boko logró resultar electo en Gaborone Bonnington North, lo que le permitió asumir como líder de la Oposición en la Asamblea Nacional, la primera vez que el líder del principal partido de la oposición accedía a un escaño parlamentario en las elecciones generales desde 1999.

### Ampliación y ruptura con el BMD
La división del voto opositor entre la UDC y el BCP había jugado un papel clave para garantizar el undécimo triunfo del BDP. Si la UDC y el BCP hubieran concurrido unidos y recibido la misma cantidad de votos, habrían ganado las elecciones con un 50,44% de los votos y 33 escaños. Durante el período posterior a los comicios, en el contexto del segundo mandato de Khama y su transición de liderazgo a su vicepresidente Mokgweetsi Masisi, se organizaron conversaciones entre los liderazgos de ambos partidos para unificar a la oposición de cara a las siguientes elecciones. Los principales puntos de fricción radicaban en la gran cantidad de ataques mutuos que ambos partidos habían lanzado contra el otro en campaña y las disputas por la distribución de escaños parlamentarios. En enero de 2015, tan solo meses después de las elecciones, comenzó a barajarse la probabilidad de que el BCP discutiera la cooperación con la UDC en su siguiente congreso, y el 23 de julio de ese mismo año, el partido emitió una resolución anunciando que buscaría la unidad de la oposición, lo que implicaba buscar la incorporación a la UDC. Las conversaciones formales comenzaron a finales de 2015 (luego de que el BCP confirmara que su intención sería la incorporación a la alianza) y se prolongaron a lo largo de 2016. En abril se hizo público que las conversaciones avanzaban por el buen camino, y en diciembre finalizaron las conversaciones y se emitió un comunicado conjunto sobre la unidad. Finalmente, el 3 de febrero de 2017, el BCP se unió a la UDC, unificando a la totalidad del arco mayoritario de la oposición botsuana por primera vez desde la independencia. Aunque durante las conversaciones se había propuesto un cambio de nombre y que la alianza se llamara «UDC+», esto finalmente no ocurrió.
A pesar del éxito de la unificación, la incorporación del BCP a la alianza trajo aparejado el problema de la distribución de escaños para las elecciones de 2019, pues esto implicaba que tanto el BNF como el BMD tendrían que ceder posiciones ante el BCP. Muchos de los escaños reclamados por el BCP se encontraban en la esfera de influencia del BMD dentro de la coalición, fundamentalmente en el norte del país. El resultado de esto fue un profundo conflicto dentro de la coalición que vino acompañado por un conflicto interno en el propio BMD. En julio de 2017, una serie de peleas antes del congreso electivo del BMD resultó en que los partidarios de distintas facciones terminaran agrediéndose con piedras. Esta lucha interna llevó a la división del partido en dos facciones. Sidney Pilane asumió el liderazgo de una facción, conservando el control del BMD mientras permanecía dentro de la UDC. Ndaba Gaolathe, líder del partido, lideró la otra facción que fundó la Alianza para los Progresistas, que se llevó consigo a buena parte del aparato político y las principales figuras del partido. Aunque el BMD permaneció dentro de la UDC, la escisión de la AP lo debilitó frente al BCP y el BNF en la puja interna por la repartición de circunscripciones para las elecciones de 2019, que se negoció a lo largo del año 2018. La negativa del BMD a aceptar ceder escaños que ocupaba al BCP resultó en que la UDC resolviera expulsar al partido en octubre de 2018. Tanto el BMD como la AP competirían por separado, mientras que la UDC permaneció integrada por el BNF, el BCP y el BPP.

### Pacto con Ian Khama y elecciones de 2019

Distribución de candidaturas de la UDC en las elecciones generales de 2019 por circunscripción:
BNF
BCP
BPP

En preparación para los comicios de 2019, los tres partidos de la UDC se habían distribuido las 57 circunscripciones parlamentarias garantizando un candidato unitario por escaño. Al BNF se le otorgaron 32 circunscripciones, la mayoría en el sur y centro del país, mientras que el BCP obtuvo 20 circunscripciones, mayormente en el norte, y el BPP ocupó las cinco restantes, todas en el este. El resultado de la ampliación de la alianza a todo el arco opositor mayoritario permitió que la UDC presentara una lista completa de 57 candidatos, convirtiéndose en la primera fuerza alternativa al BDP en conseguir presentar un candidato en todas las circunscripciones en disputa desde la independencia. La coalición centró su campaña en la urgencia de un cambio político en Botsuana. Su manifiesto, titulado "Trabajos Decentes, Vidas Decentes" y lanzado el 18 de mayo de 2019, enfatizaba propuestas de carácter social y económico, incluyendo la creación de cien mil empleos en el primer año de gobierno, la implementación de un salario mínimo de P3,000, y aumentos significativos en subsidios estudiantiles y pensiones. En términos políticos, la UDC prometió una reforma electoral para reemplazar el sistema uninominal por uno proporcional, en línea con su agenda progresista y la intención de representar mejor a la oposición. La campaña de la UDC buscaba posicionarse como una alternativa viable al BDP, al que acusó de ser responsable del deterioro económico y social. A su vez, Boko mantuvo una postura crítica hacia el presidente Mokgweetsi Masisi, acusándolo de dañar la imagen democrática del país. La UDC denunció acoso estatal durante la campaña, destacando la incautación de sus aviones por parte del gobierno, lo que obstaculizó su capacidad de hacer campaña en áreas remotas. La campaña de la UDC fue cuestionada desde múltiples frentes, tanto oficialistas como opositores, por hacer promesas demasiado populistas.
El período posterior al final del mandato de Ian Khama en abril de 2018 estuvo marcado por un creciente conflicto de liderazgo dentro del BDP entre este y su sucesor, Mokgweetsi Masisi. Estos conflictos terminaron en la división del partido cuando Khama y su facción lo abandonaron a principios de 2019, fundando el Frente Patriótico de Botsuana como un partido basado en los intereses de la tribu BaNgwato del Distrito Central, principal base de votantes histórica del BDP y de la que Khama era nominalmente heredero al trono. Tras concretarse la ruptura entre Khama y Masisi, Khama manifestó desde un principio su intención de cooperar con los principales partidos de la oposición para garantizar la derrota de Masisi. La idea desató fuertes debates dentro de la UDC debido a la impopularidad de Khama entre la base tradicional de votantes opositores, los grupos que favorecían a la coalición (como los sindicatos) y los mismos dirigentes partidarios del BNF y el BCP. El 25 de julio de 2019, Boko declaró que «su guerra era con el BDP» y que, como Khama ya no estaba en él, no tendría ningún problema en cooperar con el BPF. El 13 de octubre, tan solo dos semanas antes de las elecciones, Khama respaldó públicamente a la UDC a nivel nacional, llamando a votar por el BPF donde tuviera candidatos y a la UDC donde no los tuviera, y declarando que «todo será bueno como antes» si los votantes elegían a Boko como presidente. El apoyo de Khama a Boko, la unidad de la coalición opositora y la precaria situación del BDP después de la ruptura con el expresidente dieron a entender a muchos analistas que las elecciones de 2019 serían las más ajustadas desde la independencia.
A pesar de las expectativas, el BDP logró mantener su mayoría, ganando el 52,65% de los votos y asegurando 38 escaños en la Asamblea Nacional, uno más que en las elecciones anteriores. La UDC obtuvo el 35,88% de los votos y perdió dos escaños en comparación con 2014 y 5 teniendo en cuenta su unidad con el BCP, quedándose con 15. Los resultados representaron un cambio radical en el mapa político de Botsuana, con pérdidas significativas en áreas que habían sido históricamente opositoras y bastiones sólidos de apoyo. El BDP logró una sorprendente recuperación en regiones urbanas clave, particularmente en Gaborone, donde la UDC perdió todos sus escaños, un revés que incluyó la derrota del propio Boko en Gaborone Bonnington North. La pérdida de control en el sur y en áreas urbanas de alta densidad fue un golpe especialmente duro, pues eran zonas tradicionalmente favorables para la oposición. Sin embargo, en el norte del país, el realineamiento territorial jugó a favor de la UDC, fortalecida por su alianza con el Partido del Congreso de Botsuana (BCP). En este contexto, el líder del BCP, Dumelang Saleshando, fue elegido parlamentario en Maun West y asumió como nuevo líder de la Oposición. De los 15 escaños que la UDC obtuvo, 11 correspondieron a candidatos del BCP, lo que reflejó un claro desplazamiento del apoyo de la oposición hacia el norte, consolidando allí la posición de la coalición. El acuerdo informal entre la UDC y el BPF también favoreció el desempeño de la UDC en ciertas partes del Distrito Central, un bastión tradicional del BDP. Esto fue particularmente evidente en circunscripciones como Shoshong y Sefhare/Ramokgonami, donde la UDC obtuvo sus mejores resultados, con el 65,02% y el 62,68% de los votos, respectivamente. No obstante, la asociación con Khama resultó perjudicial para la UDC en áreas urbanas, donde el expresidente era menos popular entre votantes jóvenes y progresistas, esencialmente costándole a la oposición el triunfo electoral.
Aunque los observadores internacionales consideraron que las elecciones fueron generalmente «libres y justas», Boko se negó a reconocer la derrota, denunciando «discrepancias electorales masivas» y afirmando que impugnaría los resultados en los tribunales. El Tribunal Superior falló contra Boko en diciembre, pero Boko apeló con éxito ante el Tribunal de Apelaciones a principios de enero de 2020. Sin embargo, a finales de ese mismo mes, el Tribunal de Apelaciones desestimó las demandas de Boko, declarando que no tenía competencia como para anular los comicios.

### Ruptura con el BCP
La derrota de Boko en su circunscripción implicó que no podía continuar como líder de la Oposición en la Asamblea Nacional. Asimismo, el realineamiento territorial fue particularmente malo para el BNF, que obtuvo únicamente 4 escaños de los 32 que disputó. Por su parte, el BCP había competido mayormente en circunscripciones del norte, donde la unidad opositora le permitió ganar once de las veinte circunscripciones disputadas, garantizándose la segunda mayor cantidad de escaños en el Parlamento y permitiendo a su líder, Dumelang Saleshando (que volvió al Parlamento), asumir el cargo. Se trató de la primera elección desde 1965 en las que el BNF no obtuvo el liderazgo parlamentario de la Oposición. Este hecho provocó fuertes llamados dentro de la coalición (sobre todo por parte del ala juvenil del BCP) para que Boko dimitiera como líder de la coalición y entregara el puesto a Saleshando. Boko se negó a dimitir y continuó al frente de la coalición apoyado en el respaldo de los demás partidos integrantes y parte del BCP favorable a mantenerse en la alianza, lo que desató profundas fricciones internas. A lo largo del año 2020, marcado por la llegada de la pandemia de Covid-19, se produjeron nuevas fricciones entre el BCP y el resto de la UDC, en particular por la tendencia del BCP a realizar concentraciones y eventos con sus propios colores y banderas.
A lo largo del año 2021, el liderazgo de Saleshando (que exigió en reiteradas ocasiones a Boko la realización de una primaria de liderazgo para dirimir la disputa, sin éxito) comenzó a ser seriamente cuestionado por una facción del BCP, que criticaba su manejo de las relaciones con el resto de la coalición. Este sector, cuyo principal representante era el parlamentario por Selebi-Phikwe West Dithapelo Keorapetse, comenzó a alinearse con los intereses de la UDC, lo que motivó a los partidarios de Saleshando a impulsar una masiva elección primaria para desalojarlo de la candidatura. La nueva legislación aprobada por el gobierno del BDP, que prohibía a los parlamentarios desertar del partido por el que fueron electos sin tener que enfrentar una elección parcial impactó en la oposición, pues los parlamentarios del BCP no podrían abandonar sus posiciones en el bloque de la UDC sin perder sus escaños. El conflicto interno escaló en julio de 2022, cuando Keoraptese y otros tres parlamentarios del BCP se unieron a los cuatro del BNF y votaron a favor de desalojar a Saleshando del cargo de líder de la Oposición, reemplazándolo con Keorapetse. Sin embargo, Saleshando logró retener el control del BCP y los parlamentarios disidentes fueron expulsados.
Mientras sucedía el conflicto interno, las negociaciones para incluir formalmente al BPF en la UDC continuaron avanzando a pesar de los reveses electorales en 2019. El 6 de agosto de 2022, el BPF anunció su incorporación oficial a la UDC, lo que implicó que todos los partidos opositores representados en el Parlamento (con la excepción de la AP de Gaolathe) estuvieran integrados a la alianza al mismo tiempo. Sin embargo, en mayo de 2023, el comité central del BCP decidió por unanimidad participar en las elecciones de 2024 por fuera de la coalición. El partido citó como motivos de su salida las preocupaciones por «el desprecio de la UDC por la democracia interna» y «la vulnerabilidad de su líder a ser captado por intereses privados». Tras finalizar una serie de conversaciones con el BCP para concurrir unidos a las elecciones, la Alianza para los Progresistas resolvió retornar a la UDC, lo que los convirtió en el segundo partido más grande de la coalición. Ndaba Gaolathe asumió como vicepresidente de la alianza, respaldando las reclamaciones de Boko respecto a las irregularidades electorales y acusando al BCP de operar a favor del gobierno.
El 6 de abril de 2024, tras una retirada del liderazgo del partido, el BPF decidió abandonar la alianza con la UDC, optando por una fórmula de "pacto electoral" según la cual el BPF no presentaría candidatos en distritos electorales que considerara imposibles de ganar y la UDC haría lo mismo en distritos electorales en los que el BPF pudiera ganar, en lugar de presentarse bajo la UDC. Tal propuesta fue rechazada por el liderazgo de la UDC.

### Elecciones de 2024 y llegada al poder

Distribución de candidaturas de la UDC en las elecciones generales de 2024 por circunscripción:
BNF
AP
BPP
Independientes
Sin candidato

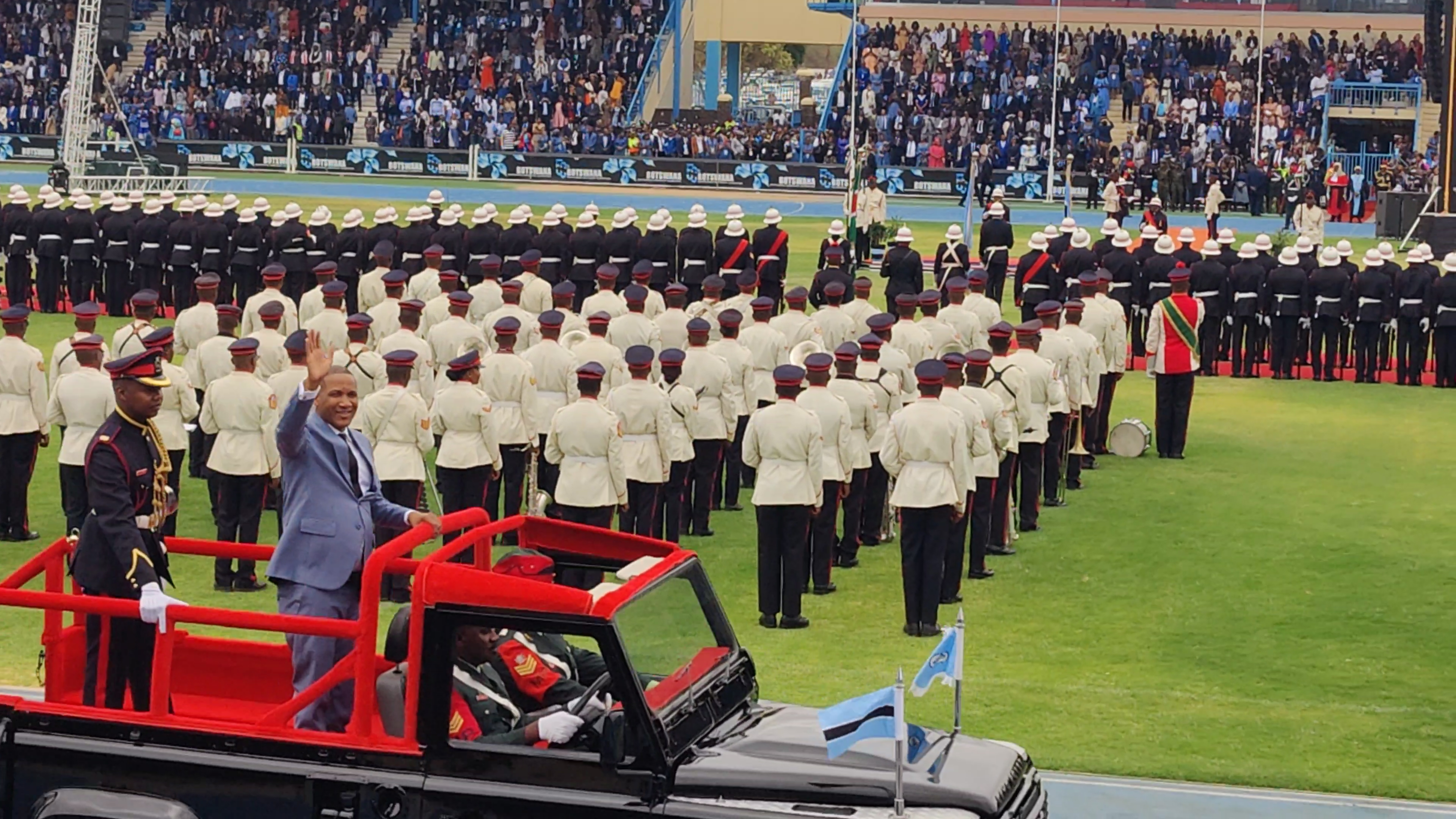
Duma Boko en su juramentación como presidente de Botsuana.

La lista de candidatos de la UDC se hizo pública el 2 de agosto de 2024, tres meses antes de las elecciones. Al BNF le correspondieron 31 candidaturas, exactamente el número de escaños requerido para aspirar a la mayoría absoluta en los comicios, mientras que a la AP le correspondieron diez circunscripciones y al BPP le correspondieron 7 circunscripciones. Por su parte, siete independientes que habían desertado del BCP o del BDP se presentaron a la reelección como candidatos directos de la UDC. La UDC no se postuló en las tres circunscripciones de Serowe, consideradas ampliamente como un bastión asegurado para el BPF, ni en la circunscripción de Ngami y las dos circunscripciones de Okavango, que se consideraban seguras para el BCP.
En el período previo al registro general de votantes, la UDC creó los Madibelatlhopho (del setsuana: «Protectores del voto»), un grupo de partidarios de la UDC constituido ad hoc para supervisar el proceso de registro de votantes. Su objetivo era evitar una supuesta manipulación a favor del BDP por parte de la Comisión Electoral Independiente (IEC). El período de registro de votantes para las elecciones generales de 2024 en Botsuana estaba inicialmente previsto del 1 al 30 de noviembre de 2023. Sin embargo, se pospuso indefinidamente debido a las impugnaciones legales de la UDC. Los Madibelatlhopho se ocuparon también de vigilar otras instancias del proceso de votación. El 7 de noviembre, el juez Gaolapelwe Ketlogetswe del Tribunal Superior de Francistown emitió un fallo que exigía a la IEC y a otras partes que justificaran por qué se debía impedir que los Madibelatlhopho, de la UDC , supervisara el proceso de inscripción nacional. Esta decisión permitió temporalmente a los observadores de la UDC seguir adelante con su plan de observar el ciclo de inscripción hasta la decisión final del tribunal. La orden judicial permitía a los funcionarios de la UDC registrar diariamente los nombres, los números de documento de identidad nacional y los números de serie de los folletos de inscripción de los inscritos. La IEC anunció un nuevo aplazamiento del período de inscripción, que se trasladaría del 13 de noviembre al 8 de diciembre de 2023, para impedir que los observadores de la UDC accedieran a los centros de votación hasta que el Tribunal de Apelaciones, el tribunal más alto del país, emitiera su fallo final. El tribunal supremo falló a favor de la IEC, denegando la petición de la UDC de permitir que los Madibelatlhopho tuviera acceso a los cuadernos de inscripción y a otra información confidencial de los votantes. Esta decisión anuló la sentencia anterior del Tribunal Superior de Francistown que había permitido a la UDC supervisar el proceso de inscripción de votantes. Sin embargo, el tribunal no encontró ninguna base legal en la Ley Electoral para conceder a la UDC tales derechos de supervisión.
La campaña de la UDC para 2024 tomó un tono de confrontación directa y crítica severa hacia el gobierno del BDP. Boko describió al BDP como un «coloso arrogante y fanfarrón», acusando a sus dirigentes de corrupción, enriquecimiento ilícito y abuso de poder, e hizo un llamado a los botsuanos a expresar su «ira colectiva» en las urnas. La UDC también denunció la manipulación y parcialidad de instituciones clave como el poder judicial, la Dirección de Seguridad de Botsuana (DIS) y la IEC, acusándolas de actuar en beneficio del partido gobernante. Ante esta situación, promovió la participación de los botswaneses en la vigilancia electoral y resaltó la importancia de un cambio político para «romper la maldición» del estancamiento del país. Las principales propuestas económicas de la UDC pasaron por la generación de empleos y la diversificación económica por encima de la industria de los diamantes, en crisis debido al alza del mercado de diamantes artificiales. La UDC se comprometió a crear entre 450.000 y 500.000 puestos de trabajo en cinco años, así como aumentar el salario mínimo mensual de 1.500 pula (112USD) a 4.000 pula (300 USD).
Realizados el 30 de octubre, los comicios resultaron en un sorprendente e histórico triunfo para la UDC, que logró el 37,22% de los votos válidamente emitidos y una mayoría absoluta con 36 de los 61 escaños electos, garantizando la elección de Boko como el primer presidente de Botsuana ajeno al BDP. El principal respaldo provino de las circunscripciones ubicadas en el sur y las áreas urbanas (que se volcaron masivamente a la UDC) y en el occidente desértico del país, así como en partes del Distrito Central. El BCP logró prevalecer en el norte y ubicarse en segundo lugar en escaños con su victoria en 15 circunscripciones, convirtiéndose en el principal partido de la oposición, mientras que el BPF se ubicó en tercer puesto con 5 escaños. El BDP, por su parte, se derrumbó al cuarto puesto en escaños (pese a ubicarse segundo en el voto popular) logrando imponerse únicamente en cuatro circunscripciones. Masisi reconoció la derrota del BDP en la mañana del 1 de noviembre y Boko fue juramentado como presidente el mismo día. En calidad de vicepresidente de la alianza, Ndaba Gaolathe fue juramentado como vicepresidente de Botsuana el 7 de noviembre.

## Integrantes

### Distribución parlamentaria
| Partido | Partido                            | Líder             | Escaños (2024) |
| ------- | ---------------------------------- | ----------------- | -------------- |
|         | Frente Nacional de Botsuana (BNF)  | Duma Boko         | 23/61          |
|         | Alianza para los Progresistas (AP) | Ndaba Gaolathe    | 6/61           |
|         | Partido Popular de Botsuana (BPP)  | Motlatsi Molapisi | 4/61           |
|         | Independientes                     | Independientes    | 3/61           |
| Total   | Total                              | Total             | 36/61          |

### Conformación histórica
| Partido | Partido | Partido                                  | Líder               | Membresía | Membresía |
| ------- | ------- | ---------------------------------------- | ------------------- | --------- | --------- |
|         |         | Frente Nacional de Botsuana              | Duma Boko           | 2012      | 2012      |
|         |         | Partido Popular de Botsuana              | Motlatsi Molapisi   | 2012      | 2012      |
|         |         | Frente Patriótico de Botsuana            | Mephato Reatile     | 2022      | 2024      |
|         |         | Alianza para los Progresistas            | Ndaba Gaolathe      | 2023      | 2023      |
|         |         | Partido del Congreso de Botsuana         | Dumelang Saleshando | 2017      | 2023      |
|         |         | Movimiento por la Democracia de Botsuana | Sidney Pilane       | 2012      | 2018      |

## Resultados electorales

### Elecciones generales
|  | 30.01 % |

|  | 35.88 % |

|  | 37.22 % |

### Elecciones locales
|  | 27.12 % |

|  | 35.99 % |